# Özgür Yıldırım (Fußballspieler)
Özgür Volkan Yıldırım (* 12. April 1979 in Ankara) ist ein türkischer Fußballspieler.

## Karriere

### Verein
Yıldırım begann mit dem Vereinsfußball in der Jugend des ehemaligen Traditionsvereins Ankara Demirspor und wurde hier 1997 Profifußballer. Nach einer zweijährigen Tätigkeit bei Karabükspor spielte er von 2002 bis 2005 bei MKE Ankaragücü.
Zur Saison 2012/13 wechselte er zum Zweitligisten TKİ Tavşanlı Linyitspor. Nach der Hinrunde wurde der Vertrag aufgelöst.

### Nationalmannschaft
Während seiner Zeit bei MKE Ankaragücü wurde er für die zweite Auswahl der Türkische Fußballnationalmannschaft berufen und absolvierte bei dieser Nominierung sein Länderspieldebüt.